# Nobelij
Nobelij je kemični element, ki ima v periodnem sistemu simbol No in atomsko število 102. Je zelo radioaktiven element.